# Crepipora lunatifera
Crepipora lunatifera is een mosdiertjessoort uit de familie van de Ceramoporidae. De wetenschappelijke naam van de soort is voor het eerst geldig gepubliceerd in 1911 door Bassler.